# شهرستان دوج (مینه‌سوتا)
شهرستان دوج، مینه‌سوتا (به انگلیسی: Dodge County, Minnesota) شهرستانی در ایالات متحده آمریکا است که در مینه‌سوتا واقع شده‌است.